# Phyllothyreus cornutus
Phyllothyreus cornutus är en kräftdjursart som först beskrevs av H. Milne Edwards 1840.  Phyllothyreus cornutus ingår i släktet Phyllothyreus och familjen Pandaridae. Inga underarter finns listade i Catalogue of Life.